# Буляково
Буля́ково (рос. Буляково, башк. Бүләк) — присілок у складі Чекмагушівського району Башкортостану, Росія. Входить до складу Резяповської сільської ради.
Населення — 20 осіб (2010; 35 у 2002).
Національний склад:
- башкири — 77 %